# المجتمع الياباني للفيزياء التطبيقية
المجتمع الياباني للفيزياء التطبيقية هي مجموعة يابانية من الباحثين في مجال الفيزياء التطبيقية. تكونت في عام 1932 من منتدى تطوعي للباحثين ينتمون إلى جامعة طوكيو ومعهد البحوث الفيزيائية والكيميائية. خلال الحرب العالمية الثانية ، تم تجميد معظم الأبحاث ، حتى التطبيقية. في عام 1946 ، تأسست الجمعية كجمعية علمية رسمية. يبلغ عدد اعضاءها 23000 و موقعها في طوكيو اليابان.

## أويو بوتوري
أويو بوتوري (ISSN 0369-8009) هو الاشتراك في عضوية الجمعية اليابانية للفيزياء التطبيقية. يتم نشره شهريا باللغة اليابانية. (Oyo Buturi International 1998) و (JSAP International 2000-2008) هما نظيران إنجليزيان مرتبطان بـ أويو بوتوري

## منشورات الجمعية اليابانية للفيزياء التطبيقية
- المجلة اليابانية للفيزياء التطبيقية
- الفيزياء التطبيقية اكسبرس
- اوبتيكال ريفيو
- أويو بوتوري

## اقرأ أيضا
- المَجمع الفيزيائي الياباني
- الجمعية البصرية اليابانية